# 東臨道
東臨道，中华民国初期设置的道。

## 历史沿革
民國二年（1913年）1月置濟西道，觀察使駐聊城縣（今聊城市城區）。民國三年（1914年）5月改名。道尹為簡缺，三等。轄聊城、堂邑、博平、茌平、清平、莘縣、冠縣、館陶、高唐、恩縣、臨清、武城、夏津、丘縣、德縣、德平、平原、陵縣、臨邑、禹城、東平、東阿、平陰、陽穀、壽張、濮縣、朝城、觀城、范縣等29縣。民國十四年（1925年）廢。